# Rkia Mazrouai
Rkia Mazrouai (Eindhoven , 11 mei 2002) is een voetbalspeelster uit Marokko. Ze speelt als verdediger voor RS Berkane in de Division 1 Pro Féminine.

## Clubcarrière
Mazrouai kwam uit in de jeugdopleiding van PSV. Vervolgens maakte ze op 7 juni 2020 de overstap KAA Gent, waar ze onderdeel werd van het eerste elftal. Mazrouai maakte haar eerste doelpunt voor de club in de 70ste minuut van een wedstrijd tegen SC Eendracht Aalst op 9 november 2021. Op 2 februari 2023 ging Mazrouai een nieuw dienstverband aan bij competitiegenoot Charleroi. Voor deze club maakte ze haar debuut in de Super League in een wedstrijd tegen KRC Genk op 3 februari 2023. Mazrouai maakte haar eerste doelpunt tegen SC Eendracht Aalst op 21 maart 2023.
Op 22 januari 2024 tekende Mazrouai een contract bij Olympique Marseille. Voor de Zuid-Franse club maakte ze haar competitiedebuut tegen FC Le Mans op 17 maart 2024. Daarnaast kwam ze ook uit in het tweede elftal van Marseille, waarvoor ze debuteerde op 28 januari 2024 tegen Monteux Vaucluse.

## Interlandcarrière
Mazrouai kwam als jeugdinternational uit voor Nederland -17, maar koos uiteindelijk voor een Interlandcarrière voor Marokko. Ze maakte haar debuut op 10 juni 2021 door in te vallen de 79ste minuut van een vriendschappelijke 3-0 overwinning op Mali. Vier dagen later stond Mazrouai voor het eerst in de basis tegen opnieuw Mali.
Op 20 juni 2023 werd Mazrouai opgenomen in de voorselectie van Marokko voor het WK 2023. Mazrouai maakte eveneens deel uit van definitieve selectie van de Marokkaanse selectie. Marokko wist ze boven Duitsland te plaatsen voor de achtste finales van het eindtoernooi, waarin Frankrijk te sterk was.